# Piaggio Boxer
Il Boxer era un ciclomotore Piaggio che affiancò il Ciao nella gamma dei ciclomotori Piaggio degli anni settanta-ottanta.
Ne furono fabbricate due versioni, il Boxer (dal 1970 al 1972) e il Boxer 2 (dal 1972 al 1983).

## Storia
La prima serie del Boxer fu costruita sfruttandone il sottosella come serbatoio (serbatoio in materiale plastico), aveva le ruote alte da 18 pollici e una sella piccola monoposto. Su richiesta sella lunga.
Rari esemplari della prima serie avevano la sospensione anteriore del tipo a biscottino già usata sul Ciao (versione B1M); ma la stragrande maggioranza dei Boxer uscirono dalla linea di montaggio con la forcella telescopica (versioni B2V e B3M).
Aveva la trasmissione in due versioni: con variatore di velocità a pulegge espansibili e frizione automatica centrifuga (versione B2V), oppure con la sola frizione centrifuga e puleggia finale (versioni B1M e B3M).Il variatore garantiva prestazioni migliori soprattutto in partenza e in salita, variando automaticamente il rapporto di trasmissione.
Un'altra novità era lo spostamento della targhetta identificativa, riportante il numero di telaio, al termine del parafango posteriore.
La seconda serie chiamata Boxer 2 si differenzia dalla precedente per gli adesivi, il profilo telaio, il parafango anteriore senza bacchette, plastiche grigie e le ruote da 17. Nel 74 vengono montate leve a pallina e nel 78 le scritte boxer 2 passano sui fianchetti. Era prodotto in due versioni: BTM (monomarcia) e BTV (a variatore). La seconda serie non prevedeva la sospensione a biscottino.
Successivamente fu sostituito dal Sì, che ne era praticamente un riammodernamento, con un nuovo telaio ma con la stessa impostazione della ciclistica ed un motore sostanzialmente uguale.

## Caratteristiche tecniche
| Caratteristiche tecniche - Piaggio Boxer                                                     | Caratteristiche tecniche - Piaggio Boxer                                                                                      | Caratteristiche tecniche - Piaggio Boxer                                                                                      | Caratteristiche tecniche - Piaggio Boxer                                                                                      | Caratteristiche tecniche - Piaggio Boxer                                                                                      | Caratteristiche tecniche - Piaggio Boxer                                                                                      |
| -------------------------------------------------------------------------------------------- | --- | --- | --- | --- | --- |
|                                                                                              | | | | | |
| Dimensioni e pesi                                                                            | | | | | |
| Ingombri (lungh.×largh.×alt.)                                                                | 1705 × 630 × 1050 mm | 1705 × 630 × 1050 mm | 1705 × 630 × 1050 mm | 1705 × 630 × 1050 mm | 1705 × 630 × 1050 mm |
| Altezze                                                                                      | Sella: 820 mm - Minima da terra: 100 mm                                                                                       | Sella: 820 mm - Minima da terra: 100 mm                                                                                       | Sella: 820 mm - Minima da terra: 100 mm                                                                                       | Sella: 820 mm - Minima da terra: 100 mm                                                                                       | Sella: 820 mm - Minima da terra: 100 mm                                                                                       |
| Interasse: 1100 mm                                                                           | Interasse: 1100 mm | Massa a vuoto: 51 kg | Massa a vuoto: 51 kg | Serbatoio: 2,8 l, di cui 0,5 l di riserva                                                                                     | Serbatoio: 2,8 l, di cui 0,5 l di riserva                                                                                     |
| Meccanica                                                                                    | | | | | |
| Tipo motore: Monocilindrico a due tempi con distribuzione rotante a ciclo Otto               | Tipo motore: Monocilindrico a due tempi con distribuzione rotante a ciclo Otto                                                | Tipo motore: Monocilindrico a due tempi con distribuzione rotante a ciclo Otto                                                | Tipo motore: Monocilindrico a due tempi con distribuzione rotante a ciclo Otto                                                | Raffreddamento: ad aria forzata                                                                                               | Raffreddamento: ad aria forzata                                                                                               |
| Cilindrata                                                                                   | 49,77 cm³ (Alesaggio 38,4 × Corsa 43,0 mm)                                                                                    | 49,77 cm³ (Alesaggio 38,4 × Corsa 43,0 mm)                                                                                    | 49,77 cm³ (Alesaggio 38,4 × Corsa 43,0 mm)                                                                                    | 49,77 cm³ (Alesaggio 38,4 × Corsa 43,0 mm)                                                                                    | 49,77 cm³ (Alesaggio 38,4 × Corsa 43,0 mm)                                                                                    |
| Distribuzione: a luci incrociate e pistone piatto con immissione regolata dall'albero motore | Distribuzione: a luci incrociate e pistone piatto con immissione regolata dall'albero motore                                  | Distribuzione: a luci incrociate e pistone piatto con immissione regolata dall'albero motore                                  | Alimentazione: un carburatore Dell'Orto SHA 12/10 Miscela benzina-olio al 2%                                                  | Alimentazione: un carburatore Dell'Orto SHA 12/10 Miscela benzina-olio al 2%                                                  | Alimentazione: un carburatore Dell'Orto SHA 12/10 Miscela benzina-olio al 2%                                                  |
| Potenza: 1,41 CV a 4500 giri/min                                                             | Potenza: 1,41 CV a 4500 giri/min                                                                                              | Coppia: | Coppia: | Rapporto di compressione: 9:1                                                                                                 | Rapporto di compressione: 9:1                                                                                                 |
| Frizione: centrifuga                                                                         | Frizione: centrifuga | Frizione: centrifuga | Cambio: a pulegge espansibili a comando automatico oppure puleggia fissa                                                      | Cambio: a pulegge espansibili a comando automatico oppure puleggia fissa                                                      | Cambio: a pulegge espansibili a comando automatico oppure puleggia fissa                                                      |
| Accensione                                                                                   | a puntine | a puntine | a puntine | a puntine | a puntine |
| Trasmissione                                                                                 | primaria a cinghia trapezoidale; secondaria con riduttore a ingranaggi nel mozzo posteriore                                   | primaria a cinghia trapezoidale; secondaria con riduttore a ingranaggi nel mozzo posteriore                                   | primaria a cinghia trapezoidale; secondaria con riduttore a ingranaggi nel mozzo posteriore                                   | primaria a cinghia trapezoidale; secondaria con riduttore a ingranaggi nel mozzo posteriore                                   | primaria a cinghia trapezoidale; secondaria con riduttore a ingranaggi nel mozzo posteriore                                   |
| Avviamento                                                                                   | a pedali | a pedali | a pedali | a pedali | a pedali |
| Ciclistica                                                                                   | | | | | |
| Telaio                                                                                       | monotrave aperto in lamiera stampata e saldata                                                                                | monotrave aperto in lamiera stampata e saldata                                                                                | monotrave aperto in lamiera stampata e saldata                                                                                | monotrave aperto in lamiera stampata e saldata                                                                                | monotrave aperto in lamiera stampata e saldata                                                                                |
| Sospensioni                                                                                  | Anteriore: forcella idraulica o braccetti oscillanti / Posteriore: di tipo cantilever e staffa sella (solo per sella piccola) | Anteriore: forcella idraulica o braccetti oscillanti / Posteriore: di tipo cantilever e staffa sella (solo per sella piccola) | Anteriore: forcella idraulica o braccetti oscillanti / Posteriore: di tipo cantilever e staffa sella (solo per sella piccola) | Anteriore: forcella idraulica o braccetti oscillanti / Posteriore: di tipo cantilever e staffa sella (solo per sella piccola) | Anteriore: forcella idraulica o braccetti oscillanti / Posteriore: di tipo cantilever e staffa sella (solo per sella piccola) |
| Freni                                                                                        | Anteriore: a tamburo centrale da 90 mm / Posteriore: a tamburo centrale da 136 mm                                             | Anteriore: a tamburo centrale da 90 mm / Posteriore: a tamburo centrale da 136 mm                                             | Anteriore: a tamburo centrale da 90 mm / Posteriore: a tamburo centrale da 136 mm                                             | Anteriore: a tamburo centrale da 90 mm / Posteriore: a tamburo centrale da 136 mm                                             | Anteriore: a tamburo centrale da 90 mm / Posteriore: a tamburo centrale da 136 mm                                             |
| Pneumatici                                                                                   | Prima serie: anteriore e posteriore 2.1/4-18" Seconda serie: anteriore e posteriore 2.1/4-17"                                 | Prima serie: anteriore e posteriore 2.1/4-18" Seconda serie: anteriore e posteriore 2.1/4-17"                                 | Prima serie: anteriore e posteriore 2.1/4-18" Seconda serie: anteriore e posteriore 2.1/4-17"                                 | Prima serie: anteriore e posteriore 2.1/4-18" Seconda serie: anteriore e posteriore 2.1/4-17"                                 | Prima serie: anteriore e posteriore 2.1/4-18" Seconda serie: anteriore e posteriore 2.1/4-17"                                 |
| Prestazioni dichiarate                                                                       | | | | | |
| Velocità massima                                                                             | 40 km/h | 40 km/h | 40 km/h | 40 km/h | 40 km/h |
| Consumo                                                                                      | 1,75 l/100 km a norme CUNA | 1,75 l/100 km a norme CUNA | 1,75 l/100 km a norme CUNA | 1,75 l/100 km a norme CUNA | 1,75 l/100 km a norme CUNA |
| Fonte dei dati: Motociclismo dicembre 1970                                                   | | | | | |